# Amt für Statistik des Kantons Freiburg

Wappen des Kantons Freiburg

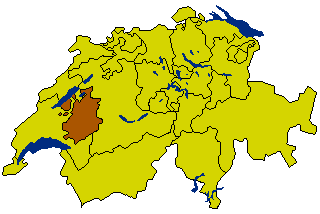
Kanton Freiburg in der Schweiz

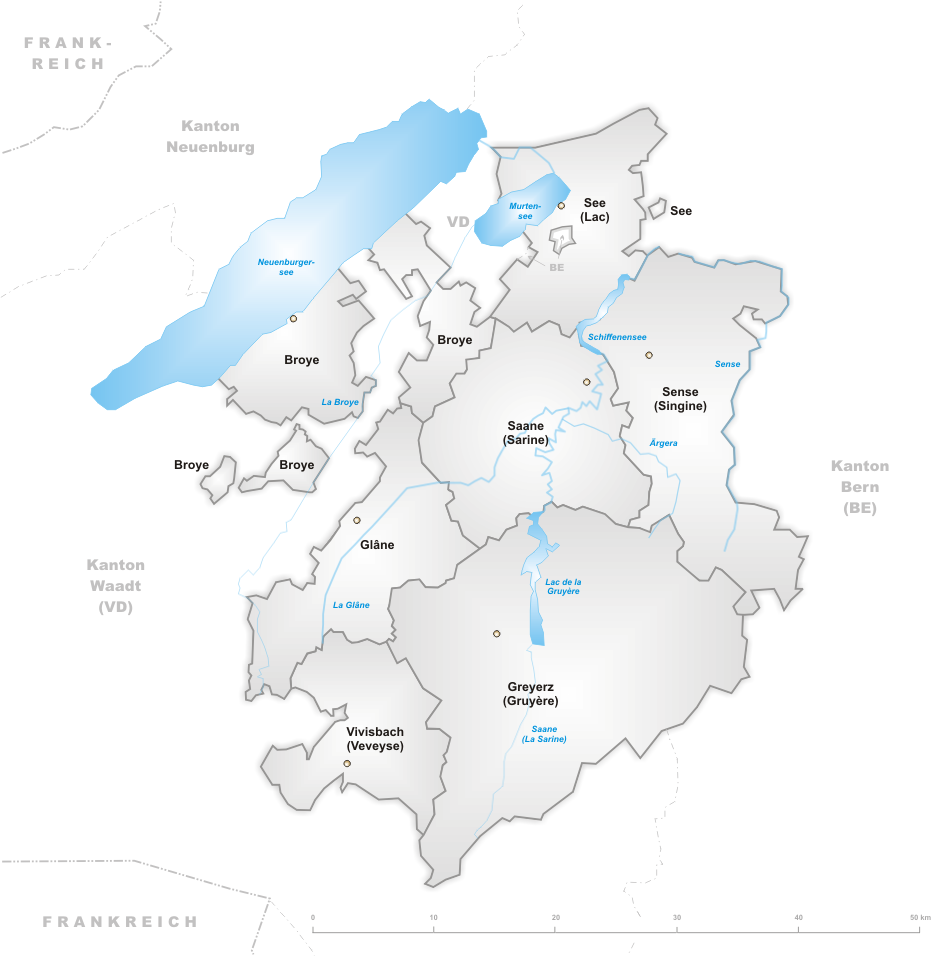
Die Bezirke des Kantons Freiburg

Das Amt für Statistik des Kantons Freiburg (franz. Service de la statistique du canton de Fribourg) führt die durch Bundes- oder Kantonsrecht vorgegebenen statistischen Erhebungen durch und informiert die Öffentlichkeit über die Tendenzen u. a. in den Bereichen Bevölkerungsentwicklung, Wirtschaft, Umwelt, Bildungs- und Gesundheitswesen. Es erfüllt die Aufgaben der öffentlichen Statistik in Zusammenarbeit mit dem Bundesamt für Statistik. Das Amt für Statistik des Kantons Freiburg wird seit 2003 „Amt für Statistik“ benannt und ist der Volkswirtschaftsdirektion angegliedert. Es befindet sich in der Hauptstadt Freiburg.

## Geschichte
Bis heute fehlt eine lückenlose historische Darstellung der Geschichte des Statistischen Amtes des Kantons Freiburg. Historische Spuren finden sich in einem Gesetz von 1. Dezember 1874. Damit wurde ein Büro geschaffen, das die Konten der Gemeinden und Pfarrgemeinden des Kantons zu prüfen hatte. Dieses Büro war der Direktion des Innern untergeordnet und u. a. mit statistischen Aufgaben betraut und hatte vor allem auch das Bundesamt für Statistik zu bedienen. 1895 wurde infolge angewachsener Aufgaben und fehlender Kapazitäten das bisherige Büro reorganisiert und zu einer Stelle für Statistik ausgebaut. Damit war Freiburg nach Aargau (1886) der zweite Kanton mit einer Stelle für Statistik. 1897 publizierte Ferdinand Buomberger, Sekretär des kantonalen statischen Amtes, den "Dictionnaire des localités du canton de Fribourg", was insofern von Bedeutung ist, als 1898 zum ersten Mal die Existenz und die Arbeiten der Stelle für Statistik offiziell erwähnt wurden. Verschiedentlich änderte die Zuordnung dieser Stelle von der Direktion des Innern zur Finanzdirektion (1922), dann zur Abteilung für Landwirtschaft innerhalb der Direktion des Innern (1947). Bis damals erfüllte die Stelle für Statistik alle üblichen Aufgaben einer öffentlichen Statistik. Mit der Zuteilung zur Landwirtschaftsabteilung änderte sich das. Nun spezialisierte sich diese Stelle auf einen Dienst für die Landwirtschaft. 1964 wurde das kantonale Amt für Statistik mit anfänglich 3.5 Stellenprozenten geschaffen und übernahm ab dann wieder alle Aufgaben einer öffentlichen Statistik. 1973 fusionierte der Staatsrat das kantonale Amt für Statistik mit dem Amt für Automation des Staates und benannte diese Stelle Amt für Informatik und Statistik des Kantons Freiburg. Die Informatik des Staates und die Statistik wurden 1978 reorganisiert und voneinander getrennt. Ab 1978 hiess die kantonale Stelle für Statistik "Service de statistique de l'Etat de Fribourg / Statistische Abteilung des Kantons Freiburg" und seit 2003 "Service de la Statistique / Amt für Statistik" und die übergeordnete Direktion "Volkswirtschaftsdirektion / Direction de l'économie et de l'emploi".

## Grundprinzipien
In der modernen Wissens- und Informationsgesellschaft findet ein Wertewandel statt. Anstelle von Fakten treten oft Gefühle; Fake News werden salonfähig; mit Daten, die nicht zu statistischen Zwecken gesammelt wurden, werden statistische Aussagen gemacht; künstliche Intelligenz und Big Data gewinnen an Einfluss. Diese Entwicklungen beeinträchtigen die Glaubwürdigkeit von Statistiken. Gerade darum ist das Vertrauen in die öffentliche Statistik umso wichtiger. Aus diesem Grund hat sich das statistische Amt des Kantons Freiburg dem Verhaltenskodex der Schweizerischen Gesellschaft für Statistik verpflichtet. Dieser fordert,
- dass die statistischen Stellen ihre Aufgaben fachlich unabhängig erfüllen,
- dass sie – dem Daten- und Persönlichkeitsschutz verpflichtet – statistische Daten vertraulich behandeln, um Rückschlüsse auf Einzelpersonen auszuschliessen,
- dass sie sich um ausreichende Ressourcen bemühen, um den qualitativen Ansprüchen einer öffentlichen Statistik zu genügen,
- dass sie nachprüfbare, allgemeingültige Qualitätsziele für statistische Informationen aufstellen,
- dass sie ausschliesslich Statistiken veröffentlichen, welche die Qualitätsstandards erfüllen, und diese eindeutig als Produkt der öffentlichen Statistik kennzeichnen.[3]

Zu diesen Verhaltensregeln werden an die Statistiken als Produkt Anforderungen gestellt: Sie müssen rechtmässig, gesellschaftlich relevant, transparent und öffentlich – auch längerfristig – zugänglich sein.

## Informationen und Leistungen
Das Amt für Statistik des Kantons Freiburg stellt den kantonalen und eidgenössischen Behörden, den Gemeinden, Wissenschaftlern, Medien, Unternehmen und Privatpersonen relevante, vollständige und benutzerorientierte statistische Daten zur Verfügung. Zudem unterstützt es kantonale Dienststellen und andere Organisationen bei der Durchführung von Erhebungen und Studien, die meist der Planung dienen. Es erstellt und publiziert Statistiken über Bildung, Unternehmen, Steuern, Raum/Planung/Bau, Polizei und Sicherheit, Gesundheit, Mobilität, Energie und Umwelt, Institutionen und politische Rechte, Sport und Freizeit sowie Tourismus.

## Publikationen (Auswahl)
- Statistisches Jahrbuch des Kantons Freiburg
- Infografiken des Amts für Statistik des Kantons Freiburg
- Jährliche interaktive Freiburger Bevölkerungsszenarien
- Taschenstatistik: Der Kanton Freiburg in Zahlen